# Rasbora borapetensis

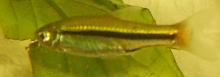
Cá bột

Cá lòng tong đuôi đỏ (Danh pháp khoa học: Rasbora borapetensis) hay còn gọi là cá đuôi đỏ, cá đỏ đuôi là một loài cá vây tia trong họ cá chép Cyprinidae phân bố ở một số nước Đông Nam Á và đồng bằng sông Cửu Long. Đây là một loài cá được ưa chuộng để nuôi làm cá cảnh.

## Đặc điểm
Loài cá này có màu sắc và hình dạng giống với loài cá hồng mi Ấn Độ. Ở giai đoạn Cá bột, chúng khá giống với cá neon Vua, nhưng càng phát triển thì vệt xanh sáng mờ dần đi và thay vào đó là một vạch vàng, miệng có màu đỏ được thể hiện rõ nét hơn. Những cá thể trưởng thành có vạch màu đỏ và màu đen trên vây lưng và bụng rõ nét. Nhìn chung cá có thân dài, dẹp bên, đầu vừa, mõm nhỏ, miệng ở mút mõm, không có râu, mắt to nằm trên trục thân. Khởi điểm vây lưng đối xứng với vây bụng, vẩy vừa phủ khắp thân, đường bên kéo dài đến vây bụng hoặc vây hậu môn.

## Tập tính
Là loài cá thuộc nhóm cá lòng tong, sống và bơi theo đàn. Cá bơi nhanh nhẹn thành đàn, thích dòng chảy nhẹ, nên thả nhóm từ sáu con trở lên. Cá sống tầng giữa và tầng mặt. Cá ăn tạp ăn từ trùng chỉ, côn trùng, giáp xác đến thức ăn viên. Cá đẻ trứng dính trên giá thể mềm. Tách cá bố mẹ ra khỏi trứng sau khi đẻ. Trứng nở sau 24 – 48 giờ. Chúng là một loài cá cảnh khá khó nuôi. Cá cần chất lượng nước bể nuôi ổn định. Cá dễ nhiễm bệnh khi chất lượng nước thay đổi đột ngột. Cá thích hợp nuôi trong bể thủy sinh, bể có nắp đậy tránh cá nhảy. Cá thích hợp bể nuôi chung.